# Henricia pumila
Henricia pumila is een zeester uit de familie Echinasteridae.
De wetenschappelijke naam van de soort werd in 2010 gepubliceerd door Eernisse, Strathmann & Strathmann.